# El barberillo de Lavapiés
El barberillo de Lavapiés es una zarzuela en tres actos en verso, con libreto de Luis Mariano de Larra, hijo del famoso periodista Mariano José de Larra, y música del maestro Francisco Asenjo Barbieri. Se estrenó en el Teatro de la Zarzuela el 19 de diciembre de 1874, consiguiendo gran éxito de crítica y público. 

## Contexto
Aunque desconocemos la decisión que llevó a Barbieri a ponerse en contacto con Larra y solicitarle un libreto en tres actos, la correspondencia mantenida entre ambos durante el verano del mismo año del estreno contiene datos interesantes sobre el proceso creador de la obra, revelando los esfuerzos llevados a cabo por los autores para evitar el parecido entre esta nueva zarzuela y Pan y toros.
La zarzuela corresponde a un argumento pseudohistórico de intrigas políticas. Este tipo de trama argumental entronca con la tradición inmediatamente anterior de "zarzuela grande" a la que pertenecen otras obras del compositor como Jugar con fuego, Los diamantes de la corona o la ya citada Pan y toros, pero a la vez inaugura un nuevo tipo de obra lírica que servirá de modelo a generaciones posteriores. La obra parodia tanto en su título como en ciertos giros textuales a la más famosa ópera bufa italiana, Il barbiere di Siviglia de Rossini; sin embargo lleva a cabo una importante descontextualización del modelo que obliga al espectador a perder de vista la referencia original: si Beaumarchais había situado al fígaro del siglo XVIII en la pintoresca Sevilla, Larra decidió que el barberillo del siglo XVIII se incorporara a una turbulenta vida urbana: la que se desarrolla en el Madrid de Carlos III, situando la acción en el antiguo barrio de Lavapiés, lugar donde el populacho se concentraba de forma especial. 
Así, aunque el argumento se aleja temporalmente del espectador, referencias concretas, como la Romería de San Eugenio, la calle de la Paloma, la calle de Toledo, la Plaza de Herradores, la iglesia de San Lorenzo, la calle Ave María, la calle de la Fe, la Cárcel de Villa... lo convierten en realidad potencial. Desde este punto de vista, la obra corresponde al modelo de cuadro de costumbres del Madrid castizo, reflejando mejor que ninguna otra de su autor el alma de Madrid, un Madrid distanciado temporalmente del estreno de la obra, pero que es evocado de forma inconfundible como genius loci. El barberillo de Lavapiés utiliza, como ya es propio del género, dos mundos sociales paralelos: el castizo de la pareja de "antihéroes" formada por Lamparilla (el barberillo) y Paloma, y el aristocrático, representado en este caso por la Marquesita Estrella y Don Luis de Haro; pero a diferencia del resto de las zarzuelas grandes anteriores, la pareja cómica se convierte aquí en protagonista de la historia, provocando así la necesidad de contrastar lo bufo con lo serio. Este hecho origina que la trama argumental, desde su planteamiento hasta su desenlace, sea una necesidad impuesta, un mero pretexto para el desarrollo de la obra.
En cuanto al trasfondo histórico, si bien la trama y sus protagonistas son enteramente ficticios, hay referencias a figuras y a acontecimientos reales de la época en la que se enmarca; aunque están tan enmarañadas que no es posible fijar ninguna fecha concreta, fuera de que la historia comienza un 15 de noviembre, que es el día en que se celebraba la Romería de San Eugenio en el Monte de El Pardo. Son mencionados Grimaldi, Sabatini y Floridablanca, personajes bien conocidos que coincidieron en Madrid en el reinado de Carlos III. Parece reflejarse en la trama un eco de las históricas protestas que surgieron entre la nobleza y el pueblo madrileño por las reformas emprendidas por Esquilache (a quien no se menciona, pero que era italiano, como Grimaldi) para tratar de modernizar las calles de Madrid y el modo de vestir de sus habitantes: de hecho, en la zarzuela, los conspiradores usan el tradicional embozado madrileño como seña de identidad, y Lamparilla refiere, con sorna, que Sabatini pretende poner "faroles", todo lo cual nos situaría en torno a 1766. Pero en cuanto a la sustitución de Grimaldi por Floridablanca, se dio bastante más tarde, entre 1775 y 1777, y además estos dos personajes fueron amigos y nunca rivales, por lo que es posible que se dé otro eco del histórico enfrentamiento que hubo, muy posteriormente, entre Aranda (tampoco mencionado) y Floridablanca. Por último, hemos de mencionar que existen ciertos anacronismos: el más sonado sería la mención a la Virgen de la Paloma, siendo así que esta popular devoción madrileña data ya de finales del siglo XVIII, en pleno reinado de Carlos IV, y su uso como nombre propio de mujer comenzó muy posteriormente a la época donde supuestamente se sitúan los hechos de la zarzuela.

## Argumento
La acción se sitúa en Madrid, bien entrada la segunda mitad del siglo XVIII, presumiblemente durante el reinado de Carlos III, como se ha explicado más arriba.

### Acto Primero
En los alrededores de El Pardo, se celebra, muy concurrida, la Romería de San Eugenio. A ella asiste también Lamparilla, un popular barbero conocido por sus aventuras, quien se encuentra con Paloma, una costurera a la que pretende. En la pradera hay una casa, a la que llega La Marquesita para reunirse de incógnito con un conspirador, Don Juan de Peralta, los cuales, bajo las órdenes de "La Princesa", tratan de hacer derrocar a Grimaldi para que pueda subir al poder el Conde de Floridablanca y así traer la justicia al país. Su prometido, Don Luis, sobrino de Grimaldi, la ha seguido y al verla con Don Juan, se bate en duelo con él. Don Juan logra desarmarlo y entrar dentro de la casa, mientras Don Luis parte a avisar a la policía para desenmascarar al conspirador. Paloma reconoce a La Marquesita, que le pide ayuda para salvar a Don Juan. Paloma le presenta a Lamparilla, que tras oír su súplica decide ayudarla. Los policías vienen preparados a rodear la casa, pero se encuentran con una rondalla de estudiantes, lo cual aprovecha Lamparilla para poder entrar en la casa y poner a salvo a Don Juan. Los policías entran y se llevan a Lamparilla, ante el asombro de todos.

### Acto Segundo
En la plazuela de Lavapiés, los vecinos comentan la ausencia de Lamparilla, el cual se presenta por arte de magia y comenta a todos cómo ha sido su detención, interrogatorio y salida de la cárcel. Paloma se reúne con La Marquesita, dando gracias al dinero que le ha dejado para sobornar al carcelero y ésta le comenta la conspiración que hay contra Grimaldi, para hacer ver al rey la valía de Floridablanca y poder hacer un gobierno más justo. Se presenta Don Luis y habla con La Marquesita sobre el amor que se profesan, pero él está preocupado por el viaje que hará ella pronto, levantando sospechas de que pueda serle infiel con otro hombre o que esté conspirando. Paloma se encuentra con Lamparilla y hablan sobre su amor, cuando ven pasar a seis embozados que entran en la casa de La Marquesita, sospechando que puedan ser conspiradores. Al poco rato ven pasar a Don Luis y Don Pedro, los cuales vienen a preparar una emboscada contra "La Princesa". Lamparilla y Paloma han podido escuchar todo desde la tienda de él, y deciden hacer un plan de emergencia. Llaman a los vecinos con sus coplas y comentan con ellos su plan. Paloma avisa a La Marquesita, la cual logra escapar con los conspiradores. Al llegar la guardia, los vecinos arremeten con piedras y palos contra ellos.

### Acto Tercero
En la buhardilla de Paloma se reúne el taller de costureras, que cantan alegremente unas coplas mientras realizan sus labores. Paloma oculta en ella a La Marquesita, que se disfraza de maja y junto con Lamparilla, prepara un plan para huir de Madrid. Don Luis aparece también disfrazado de majo y dispuesto a ayudar en el plan. Llegan los guardias y los apresan a todos en la buhardilla, pero cuando se los van a llevar llega la noticia de que Grimaldi ha sido destituido y Floridablanca es el nuevo secretario de Estado. Al final todos son libres, y acaba la obra con la gran alegría de todos los personajes.

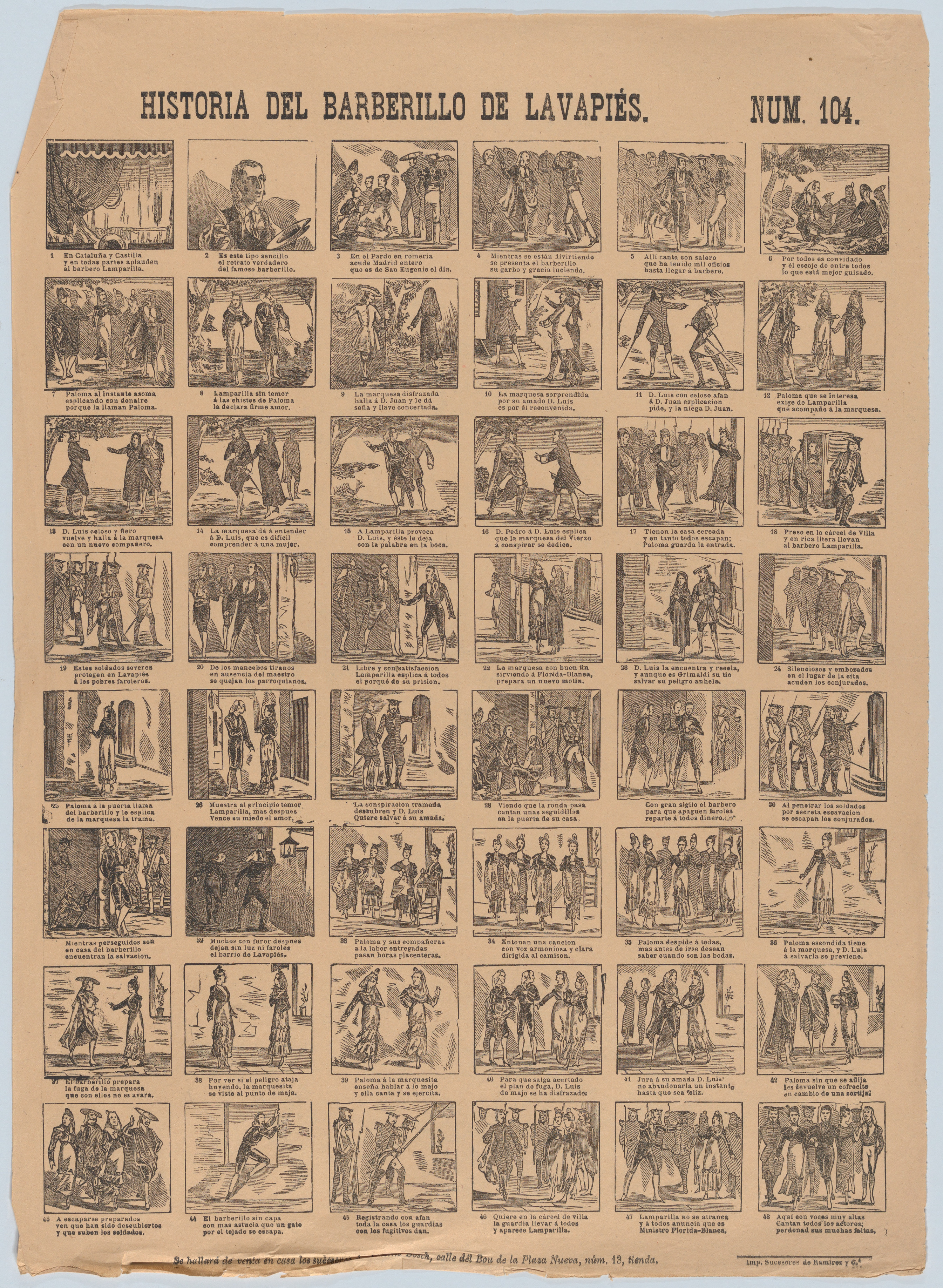
El barberillo de Lavapiés contado en tercetillos en un ejemplar conservado en el Met de una publicación de la imprenta de Narciso Ramírez (segunda mitad del).

## Números musicales
- Acto Primero[3]
  - Preludio, Coro General: "Dicen que en el Pardo, madre"
  - Entrada de Lamparilla: "Salud, dinero y bellotas"
  - Entrada de Paloma: "Como nací en la calle de la Paloma"
  - Terceto de la Marquesita, Don Luis y Don Juan: "¡Este es el sitio!"
  - Terceto de La Marquesita, Paloma y Lamparilla: "¡Lamparilla! ¡Servidor!"
  - Jota de Los Estudiantes y Final del Acto: "Ya los estudiantes madre"

- Acto Segundo
  - Escena: "Aquí está la ronda"
  - Relato de Lamparilla: "Mil gracias vecinos"
  - Dúo de La Marquesita y Don Luis: "En una casa solariega"
  - Dúo de Paloma y Lamparilla: "Una mujer que quiere"
  - Seguidillas Manchegas: "En el templo de marte"
  - Final del Acto : "¡La puerta de esta casa!"

- Acto Tercero
  - Introducción y Coplas de las costureras: "El noble gremio"
  - Intermedio Instrumental
  - Dúo de Paloma y La Marquesita: "Aquí estoy vestida"
  - Cuarteto de La Marquesita, Paloma, Don Luis y Lamparilla: "El sombrero hasta las cejas"
  - Caleseras de Lavapiés: "En entrando una maja"
  - Coro general: "¡Aquí están los que buscamos!"
  - Final de la obra: "En entrando una maja"

- - En la publicación de la guía completa de Orquesta de la colección Música Hispana, apartado música lírica del ICCMU se incluye el final original de la obra: "Y es necesario"

## Personajes
- Lamparilla, barberillo de Lavapies y pícaro aventurero (tenor)
- Don Luis, sobrino de Grimaldi y enamorado de La Marquesita (Tenor)
- Don Juan, Conspirador contra Grimaldi (barítono)
- Don Pedro, amigo de don Luis y partidario de Grimaldi (bajo)
- Paloma, costurera enamorada de Lamparilla y amiga de La Marquesita (mezzosoprano)
- La Marquesita, noble conspiradora contra Grimaldi y prometida de Don Luis (soprano)